# Eucalyptus rigidula
Eucalyptus rigidula là một loài thực vật có hoa trong Họ Đào kim nương. Loài này được Cambage & Blakely mô tả khoa học đầu tiên năm 1928.